# خوان ماريرو
خوان ماريرو (بالإسبانية: Juan Marrero Roig)‏ هو لاعب كرة قدم إسباني في مركز الدفاع، ولد في 24 مارس 1968 في بلنسية في إسبانيا. لعب مع نادي ألميريا.